# Julio Marinilli
Julio César Marinilli (Corrientes, Corrientes, 9 de julio de 1970) es un exfutbolista argentino que jugaba como defensor.

## Trayectoria

### Deportivo Mandiyú
Dómene debutó con la camiseta de Deportivo Mandiyú en 1992. Jugó en el club correntino hasta 1995.

### Huracán de Corrientes
En 1995 pasó a Huracán de Corrientes. En 1996 se corono campeón de la B Nacional y obtuvo el ascenso a Primera División. Jugó en Huracán hasta 1999, donde superó los 100 partidos disputados con el club.

### Atlético Tucumán
Para la temporada 1999/00 se sumó a Atlético Tucumán. En el decano tuvo un breve paso.

### Independiente Rivadavia
En el 2000 llegó a Independiente Rivadavia. Su primer paso por el club duró hasta el 2002. En 2003 volvió al club, para tener su segunda etapa, que terminó en 2006.

### Godoy Cruz
En 2002 se unió a Godoy Cruz. En el equipo mendocino disputó una temporada.

### Textil Mandiyú
En 2007 regresó a Corrientes y se sumó a Textil Mandiyú, donde jugó sus últimos partidos como futbolista.

## Clubes
| Club                    | País      |
| ----------------------- | --------- |
| Deportivo Mandiyú       | Argentina |
| Huracán de Corrientes   | Argentina |
| Atlético Tucumán        | Argentina |
| Independiente Rivadavia | Argentina |
| Godoy Cruz              | Argentina |
| Textil Mandiyú          | Argentina |

## Palmarés
| Título     | Equipo                | País      | Año     |
| ---------- | --------------------- | --------- | ------- |
| B Nacional | Huracán de Corrientes | Argentina | 1995/96 |